# Jandira
Jandira, amtlich portugiesisch Município de Jandira, ist eine Stadt im brasilianischen Bundesstaat São Paulo. Sie hatte im Jahr 2010 etwa 108.000 Einwohner.

## Geschichte
Die Gemeinde wurde 1964 durch Landesgesetz gegründet.

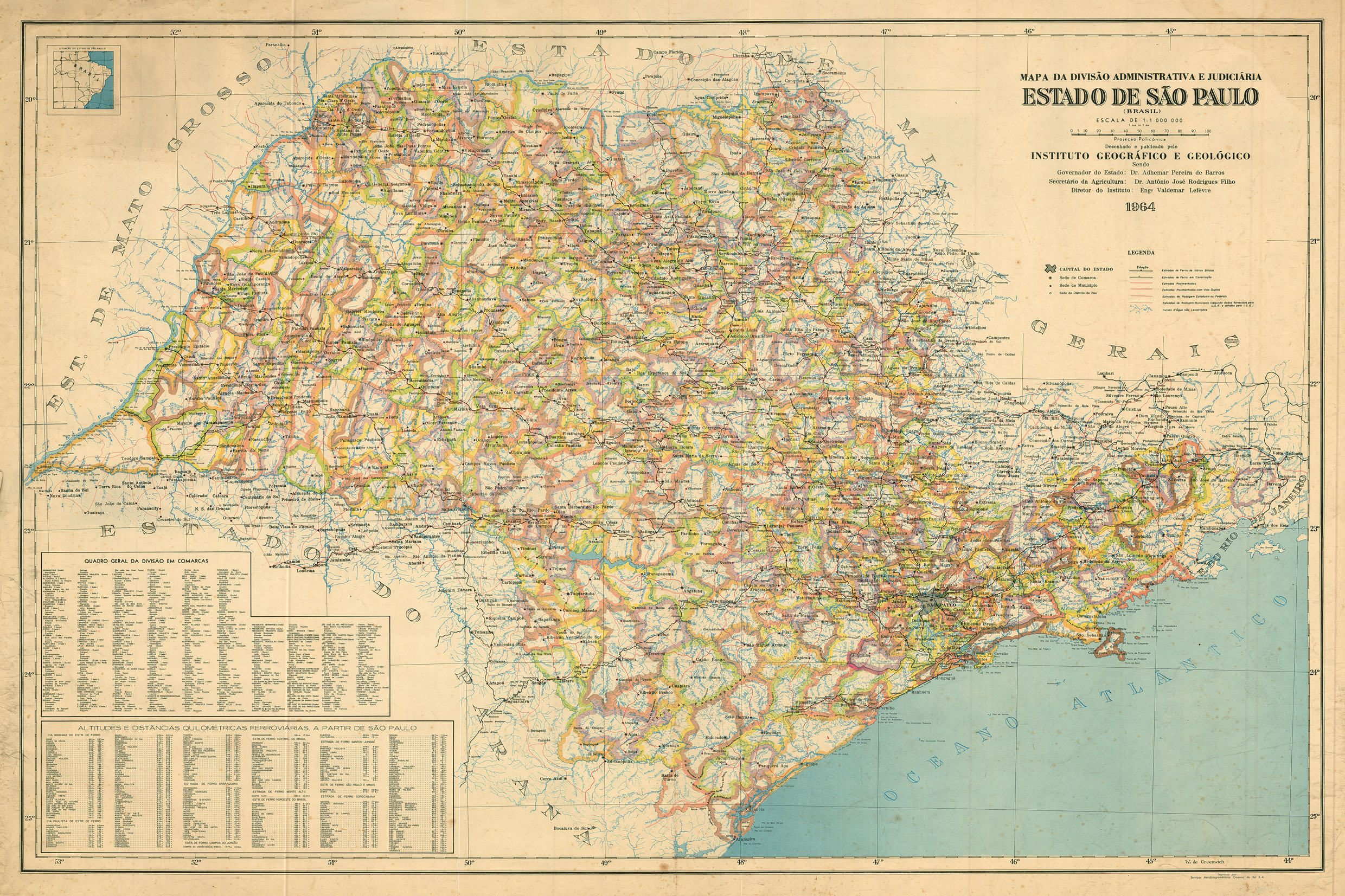
Karte des Bundesstaates São Paulo (1964).